# Standards2
『Standards2』（スタンダーズツー）は中西保志2枚目のカバー・アルバム。2007年11月7日発売。発売元は徳間ジャパンコミュニケーションズ。

## 概要
前作『Standards』から8ヶ月ぶりのカバー集第2弾。
前作には収録されていないボーナス・トラックが含まれている。

## 収録曲
1. SWEET MEMORIES（3:59）[1]
2. ワインレッドの心（4:48）[1]
3. 恋するカレン（3:38）[1]
4. 夜空ノムコウ（4:35）[1]
5. PIECE OF MY WISH（4:59）[1]
6. 涙のキッス（4:31）[1]
7. 接吻（5:10）[1]
8. ハナミズキ（5:36）[1]
9. 駅（4:34）[1]
10. I LOVE YOU（4:23）[1]
11. SAY YES（4:48）[1]
12. サヨナラが待っている（5:06）[1]ボーナス・トラック